# コンラッド・ブルーム
『コンラッド・ブルーム』("Conrad Bloom")は1998年9月21日から同年12月28日までTV放映されたアメリカ合衆国のシットコムである。

## 概要
ニューヨーク市在住のコピーライターと、彼を取り巻く元恋人・同僚女性・女性上司・母親・姉妹ら美女達との日常が描かれる。

## 登場人物
- コンラッド・ブルーム (主人公) ..... マーク・フォイアスタイン / Mark Feuerstein
- モリー・ダヴェンポート (元彼女) ..... ローレン・グレアム / Lauren Graham
- シェリー (同僚) ..... ジェシカ・ストーン / Jessica Stone
- フェイ・レイノルズ (上司) ..... ポーラ・ニューサム / Paula Newsome
- フロリー・ブルーム (母) ..... リンダ・ラヴィン / Linda Lavin
- ニーナ・ブルーム (妹) ..... エヴァー・カラディーン / Ever Carradine
- ジョージ・ドーシー (相談相手) ..... スティーヴ・ランデスバーグ / Steve Landesberg

## エピソード
| 話数 | 題名                                                                              | 監督                                        | 脚本                                                                        | 放送日         |
| --- | --------------------------------------------------------------------------------- | ------------------------------------------- | --------------------------------------------------------------------------- | -------------- |
| 1 | "パイロット / Pilot"                                                              | ジェイムズ・バロウズ / James Burrows        | マルコ・ペネット / Marco Pennette                                           | 1998年9月21日  |
| コンラッドは真の恋人になるかもしれない女性とのデートで失敗続きとなる。                                                                                       |                                                                                   |                                             |                                                                             |                |
| 2 | "ザ・フィクサー / The Fixer"                                                      | ジェイムズ・バロウズ                        | ハイデ・パールマン / Heide Perlman                                          | 1998年9月28日  |
| シェリーがポテトチップスの広告キャンペーンにジェリー・サインフェルドを起用したと嘘を吐く。ニーナは自分より兄のコンラッドのほうが母に愛されていると思い込む。 |                                                                                   |                                             |                                                                             |                |
| 3 | "ジ・アルティメイタム / The Ultimatum"                                            | ジェイムズ・バロウズ                        | ドーン・デカイザー / Dawn DeKeyser                                          | 1998年10月5日  |
| コンラッドとモリーの友情が嫉妬深いボーイフレンドによって脅かされる。コンラッドは母と妹を同居させようと試みる。                                               |                                                                                   |                                             |                                                                             |                |
| 4 | "ザ・リバウンド・ガイ / The Rebound Guy"                                          | ケン・レヴァイン / Ken Levine               | スーザン・シャーマン/ Susan Sherman & ジュディ・トール / Judy Toll          | 1998年10月12日 |
| コンラッドがヤンキー・スタジアムの特等席(Great seats)に座る女性に恋をする。フロリーが旧敵に遭遇する。                                                        |                                                                                   |                                             |                                                                             |                |
| 5 | "ジ・アンシンカブル・コンラッド・ブルーム / The Unsinkable Conrad Bloom"          | ケン・レヴァイン                            | エリック・エイブラムス / Eric Abrams & マシュー・ベリー / Matthew Berry     | 1998年10月26日 |
| コンラッドがハロウィーン・パーティに『タイタニック』の衣装で参加する。                                                                                       |                                                                                   |                                             |                                                                             |                |
| 6 | "ゴーン・ウィズ・ザ・リ＝ウインド / Gone with the Re-Wind"                        | リー・シャラー＝ケメル / Lee Shallat-Chemel | ポール・A・カプラン / Paul A. Kaplan & マーク・トーグローヴ / Mark Torgrove | 1998年11月9日  |
| コンラッドがうっかりシェリーの子どもの誕生記録テープに上書きする。                                                                                           |                                                                                   |                                             |                                                                             |                |
| 7 | "ザ・スパズ・シンガー / The Spazz Singer"                                         | ゲイル・マンキューソ / Gail Mancuso         | ドーン・デカイザー                                                          | 1998年11月16日 |
| とあるロック・スターがコンラッドに歌を書く。フロリーとニーナがテニスの試合でアデル母娘と対戦する。                                                           |                                                                                   |                                             |                                                                             |                |
| 8 | "トゥー・ヘル・イン・ア・ハンドバッグ / To Hell in a Handbag"                     | ケン・レヴァイン                            | マイケル・B ・カプラン / Michael B. Kaplan                                  | 1998年12月14日 |
| コンラッドの母が自家製財布の販路開拓支援を彼に求める。モリーはコンラッドの広告会社の写真部門から業務委託を得ようとする。                                     |                                                                                   |                                             |                                                                             |                |
| 9 | "ア・ブルーム・ウィズ・ア・ヴュウ / A Bloom with a View"                          | ゲイル・マンキューソ                        | マルコ・ペネット                                                            | 1998年12月28日 |
| コンラッドの母と妹が彼の新居のアパートに引っ越して来る。 |                                                                                   |                                             |                                                                             |                |
| 10 | "ワーキング・ガール / Working Girl"                                               | ジェイムズ・バロウズ                        | マイケル・B ・カプラン                                                      | 未放映         |
| コンラッドの母が新たな職に就く。 |                                                                                   |                                             |                                                                             |                |
| 11 | "サイコ・バブラー・ケ・ク・セ? / Psycho Babbler Q'est Que Ce?"                    | ゲイル・マンキューソ                        | ハイデ・パールマン (梗概)                                                   | 未放映         |
| コンラッドの新しいガールフレンドが絶えず自分達の関係を分析する。                                                                                             |                                                                                   |                                             |                                                                             |                |
| 12 | "ハウ・フロリー・ガット・ハー・グルーヴ・バック / How Florie Got Her Groove Back" | リー・シャラー＝ケメル                      | マイケル・B ・カプラン                                                      | 未放映         |
| フロリーが医師と交際を始める。 |                                                                                   |                                             |                                                                             |                |
| 13 | "ハウ・グッド・リラティヴス・ゴー・バッド / How Good Relatives Go Bad"            | ウィル・マッケンジー / Will Mackenzie       | ハイデ・パールマン (梗概)                                                   | 未放映         |
| コンラッド、ニーナ、フロリーの3人が危篤のおばに取り入ろうと病院へと向かう。モリーがモニカ・ルインスキーの如き職を得る。                                      |                                                                                   |                                             |                                                                             |                |
| 14 | "ザ・フェイヴァー / The Favor"                                                    | TBA                                         | TBA                                                                         | 未放映         |
| コンラッドの新しい隣人が彼に積極的に好意を示す。 |                                                                                   |                                             |                                                                             |                |
| 15 | "ダム・アンド・ダミヤー / Dumb and Dummy-er"                                      | ジェフ・メルマン / Jeff Melman              | スーザン・シャーマン & ジュディ・トール (梗概)                              | 未放映         |
| コンラッドは彼に似せた人形を使う腹話術師とデートする。フロリーがスーパーマーケットの従業員をやらされる。                                                     |                                                                                   |                                             |                                                                             |                |

## 参照
1. ↑  IMDb.com. “Conrad Bloom (1998)”.   IMDb. 2014年8月27日閲覧。